# 伊维萨岛
伊维萨岛（西班牙語：Ibiza，西班牙語：[iˈβiθa]，本地發音：[əjˈvisə]）位于地中海西部，是西班牙巴利阿里群岛的一部分，位於主島馬略卡島西南88公里，面积571.04平方公里，伊维薩島與在其南面的福門特拉島地理上被稱為松树群岛（Pine Islands）。首府伊维薩位於南部海岸，2012年人口49,768，由迦太基人於前645年所建，另有兩大城市滨河圣埃乌拉利亚（Santa Eulària des Riu）和桑坦托尼德波尔特马尼（Sant Antoni de Portmany）。伊比萨岛和其南部小岛当地人合称为Pityusic Islands。

## 氣候
伊維萨島屬地中海氣候，冬季清涼而多雨，氣溫在8至15度左右。夏季比馬略卡島稍涼，氣溫約在25至29度左右。

## 語言
官方語言是加泰羅尼亞語和西班牙語，但由於受旅遊業和外地旅客的影響，英語、德語和俄語亦是常用語言。

## 音樂文化

### 起源
伊維薩島之所以會成為世界知名的派對聖地，與之所處的地理環境息息相關。地中海的和煦陽光與細緻柔軟的沙灘使此地成為年輕人們的渡假與觀光勝地，加上島上便捷的交通方式與精緻豪華的觀光酒店，使得此地的名氣迅速上升。
伊維薩島同時也是馳放音樂Chill-out music與銳舞派對的發源地。

### 夜總會文化
當地以豐富精采的夜生活舉世聞名，白天時伊維薩島的街道寧靜悠閒，夜晚則化身為喧囂的不夜城。以下是幾間當地頗負盛名的夜總會:
- Es Paradís
- Benimussa Park
- Pacha
- Hï Ibiza
- Ushuaïa
- Ocean Beach Club Ibiza

### 盛行曲風
在夜總會會聽到的曲風十分多變，通常以節奏感強烈的電子音樂為大宗，包括:
Trance、Dubstep、House、Techno、Trap

### 大型音樂节
由於伊維薩島迅速竄升的名氣，近年來，一些知名的大型音樂祭選擇此地舉辦一年一度的盛會，例如超世代音樂節(Ultra Music Festival)、明日世界電子音樂節(Tomorrowland)。

### 知名表演人士
伊維薩島上的各間夜總會經常會邀請世界百大DJ前來表演，經常造訪此地的著名DJ包括:Martin Garrix、Hardwell、Armin van Buuren、Steve Aoki、Alesso、David Guetta、VINAI、R3hab、Tiësto